# 1602 az irodalomban
Az 1602. év az irodalomban.

## Események
- William Shakespeare Hamletjét bejegyzik a londoni Stationers' Registerbe.
- Tommaso Campanella fogsága idején megírja utópiáját, A Napvárost. A mű azonban csak 1623-ban, latin nyelven jelenik meg "(Civitas solis)

## Publikációk
- Magyari István: Az országokban való sok romlásoknak okairól című vitairata
- William Shakespeare: A windsori víg nők (The Merry Wives of Windsor)

## Születések
- május 2. – Athanasius Kircher német polihisztor († 1680)
- ? – Petrus Mederus erdélyi szász költő, evangélikus lelkész († 1678)

## Halálozások
- 1602. augusztus 29. – Sebastian Fabian Klonowic főként szatíráiról nevezetes lengyel költő (* 1545 körül)